# Agrypnus thibetanus
Agrypnus thibetanus là một loài bọ cánh cứng trong họ Elateridae. Loài này được Reitter miêu tả khoa học năm 1913.